# Michal David
Michal David (nascido Vladimír Štancl, em 14 de Julho de 1960, em Praga) é um cantor, compositor e produtor de música pop da República Checa.

## Carreira e biografia
Começou sua carreira musical durante seus estudos no Conservatório de Praga na década de 70, onde montou uma banda de Jazz com seus amigos, pois Michal é um apaixonado e especialista nesse estilo.
Pouco tempo depois, foi contratado como cantor e pianista por um produtor de Pop-music bem-sucedido, František Janeček. Juntou-se à banda de Janeček, e em pouco tempo, já era um ídolo adolescente entre as moças.
Depois da Revolução de Veludo de 1989, Michal David, assim como muitos outros cantores checoeslovacos, passou por tempos difíceis, uma vez que o mercado começou a se abrir para outros artistas extrangeiros, e os da "casa", foram perdendo sua popularidade. Foi taxado por alguns críticos como músico a favor do Partido Comunista da Checoslováquia. Durante esse período, Michal David decidiu focar mais em compor do que em fazer shows.
Voltou aos holofotes em 1998, quando compôs e cantou o hino do Time Nacional de Hockey no Gelo da República Checa, o qual ganhou os Jogos Olímpicos de Inverno de 1998.
Contribuiu, no ano de 2000, para a volta de uma cantora famosa da República Checa à mídia, Helena Vodráčková, compondo seu "hit" Dlouhá noc.

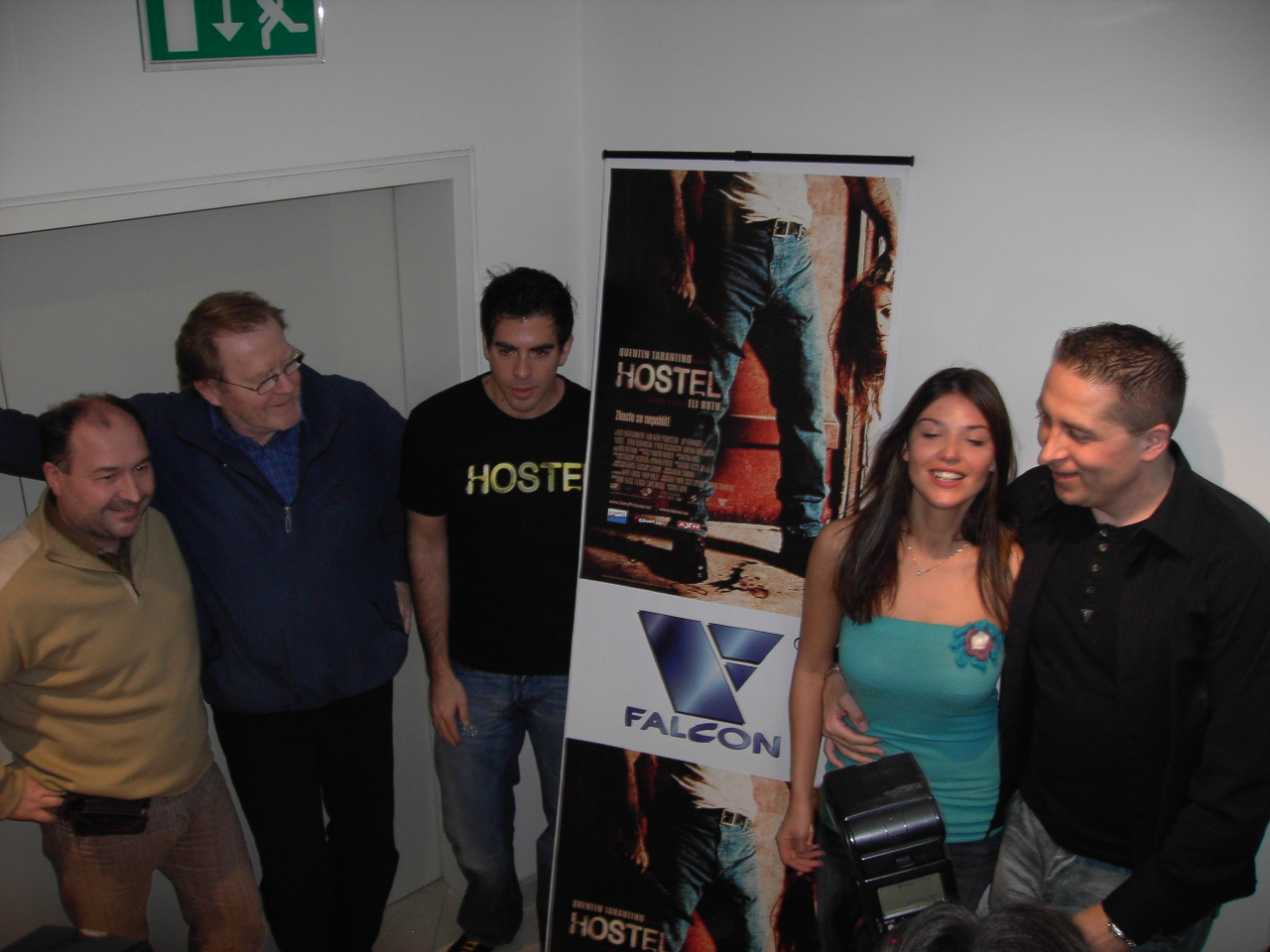
Michael David na estreia do filme Hostel, primeiro da esquerda.

Em 2002, compôs oficialmente seu primeiro "Musical Show", chamado "Kleopatra", o qual estreou no teatro Broadway de Praga. Desde então, Michal compôs outros 4 musicais, dos quais, além de compositor, foi também produtor.
Sua música "Třetí Galaxie" foi tocada no filme "Hostel" de Eli Roth.
Michal David foi técnico vocal do "reality show" "The Voice", desde fevereiro de 2011 nas emissoras nacionais da República Checa e Eslovaca.

## Vida pessoal
Michal David vive atualmente em Praga, na República Checa, com sua esposa Marcela Skuherská, uma ex-jogadora de tênis bem-sucedida da década de 80. (Venceu a "Fed Cup" em 1983 e 84 com os membros do seu time, Helena Suková, Hana Mandlíková e Iva Budařová, e participou de competições como a US Open de tênis, a Australian Open e o Torneio de Wimbledon). A filha única de Michal, Klára, vive atualmente em Nova Iorque (estado), onde estuda Arte na Sarah Lawrence College.
David associou-se a muitas instituições de caridade após a morte de sua segunda filha Michaela, a qual faleceu aos 11 anos de idade, com leucemia.